# (308635) 2005 YU55
Asteroid 2005 YU55 je Asteroid C-tipa iz skupine Apollo (NEO). Spada u skupinu potencijalnih opasnih objekata. Otkriven je u prosincu 2005. Njegov promjer je procijenjen na oko 310 metara. Između 8. i 9. studenog 2011. asteroid je proletio na udaljenosti od 324.900 km od Zemlje, tj na 85% udaljenosti između Zemlje i Mjeseca. Ovo je je najbliži poznati prolazak asteroida s apsolutnim sjajom većim od asteroida 2010 XC15 (H = 21,4) koji je 1976. godine preletio na pola udaljenosti od Zemlje do Mjeseca.

## Vanjske poveznice
- Službena stranica NASA
- Clanak u Javno.hr[neaktivna poveznica]
- NASA  Arhivirana inačica izvorne stranice od 24. travnja 2011. (Wayback Machine)